# شبكة الإرهاب
شبكة الإرهاب (ISBN 0-03-050661-1) هو كتاب صدر عام 1981 من قبل كلري ستلرنك (بالإنجليزية: Claire Sterling)‏ الذي يناقش استخدام الاتحاد السوفيتي للإرهابين كقوة وكيلة.
وبسبب هذا الكتاب وليم كيسي مدير وكالة المخابرات المركزية كلف من قبل تقديرات الاستخبارات الوطنية لمتابعة الدعم السوفيتي للارهاب. بعد تلقي مسودة التقدير، اعترض كيسي على أن مسودة العلاقات السوفيتية بالإرهاب كانت أقل مما في كتاب ستيرلينغ. على الرغم من إخطار كيسي بأن وكالة المخابرات المركزية لعبت دورًا في تزويد ستيرلينغ بـ «معلومات مضللة ملفقة للدعاية العامة»، فقد طلب مراجعة المسودة. كان التقدير الناتج هذا ليقول عن الكتاب:
«أثار نشر كلير ستيرلنج لشبكة الإرهاب والاختيارات في الصحافة قدرًا كبيرًا من الاهتمام داخل وخارج مجتمع الاستخبارات. على الرغم من أنه مكتوب بشكل جيد وموثق على نطاق واسع ، فإنه يجمع المعلومات في المصادر العامة ، إلا أن الكتاب غير متكافئ وتختلف موثوقية مصادره بشكل كبير. أجزاء كبيرة صحيحة؛ البعض الآخر غير صحيح أو مكتوب دون الاهتمام بالتفاصيل المهمة. استنتاج ستيرلينغ هو أن السوفييت لا ينسقون الإرهاب العالمي من نقطة مركزية معينة ، لكنهم يساهمون فيه بعدة طرق.»
روج مايكل ليدين لمزاعم الكتاب عندما تم نشره. ونقلت عنه مجلة ناشيونال ريفيو المحافظة، زاعمًا أن «كل ما قالته كلير تقريبًا أثبتته» ملفات ستاسي التي ظهرت بعد نهاية الحرب الباردة.
وفقا لميلفن جودمان، رئيس مكتب الشؤون السوفيتية في وكالة المخابرات المركزية من 1976 إلى 1987، فإن مزاعم شبكة إرهابية كانت في الواقع دعاية سوداء أنشأتها وكالة المخابرات المركزية.